# Jinjiang Leyuan
Jinjiang Leyuan (chiń. 锦江乐园站) – stacja metra w Szanghaju, na linii 1. Zlokalizowana jest pomiędzy stacjami Shanghai Nanzhan i Lianhua Lu. Została otwarta 10 kwietnia 1995.